# Região Geográfica Imediata de Miracema do Tocantins

Localização da região no Estado do Tocantins.

A Região Geográfica Imediata de Miracema do Tocantins é uma das 11 regiões imediatas do estado brasileiro do Tocantins, uma das 4 regiões imediatas que compõem a Região Geográfica Intermediária de Palmas e uma das 509 regiões imediatas no Brasil, criadas pelo IBGE em 2017. É composta de 5 municípios, que são eles:
- Miracema do Tocantins
- Tocantínia
- Rio dos Bois
- Miranorte
- Dois Irmãos do Tocantins